# 林語堂
林語堂（りん ごどう、1895年10月10日 - 1976年3月26日）は、華人の文学者・言語学者・評論家。

## 生涯
祖父の代から続くキリスト教牧師の家に生まれた。10歳の時に廈門に出て小学校と中学校を卒業。1911年に上海に出て当時英文系大学として有名だった聖ヨハネ大学（聖約翰大学）に入学し1916年に卒業する。北京の清華大学で約3年間英語教師として働くかたわら、『中国政治経済雑誌 Chinese Social and Political Science Review 』の記者となる。1919年にアメリカに渡りハーバード大学に留学し言語学を専攻した。ついでドイツのライプツィヒ大学・イエナ大学で研究を続けPh.Dの学位を得る。1923年に帰国し、北京大学の英語学教授に就任し、魯迅など多くの文学者・学者と接触を持ち、魯迅や周作人の雑誌『語絲社』に加わり、政治論文やエッセイを書くことにより、急進的な教授の一人に数えられた。
1926年に軍閥政府により弾圧されて、北京を逃れて廈門大学の文科主任となり魯迅や顧頡剛などを招聘したが、大学の腐敗にたえかねて1年後に辞任。1927年には武漢の国民政府に入り、外交部長・陳友仁の秘書となり、英文雑誌『 The China Critic （中国評論週報）』などにその論陣を張った。武漢政府が崩壊した後は上海に出て1930年に中央研究院国際出版物交換所の所長となった他は、政治的活動から遠のいている。
1932年から1936年にかけ『論語』『人閒世』『宇宙風』などの雑誌をつぎつぎに発行し、文学・政治・教育・言語・婦人問題・芸術とさまざまな分野に私見を述べ、諷刺とユーモアがこめられた小品文を流行させ、「幽默（ユーモア）大師」と称された。1935年に中国と中国人の性格・文化を解説した『わが国土・わが国民』をアメリカで出版し、世界的な名声を得て、翌年からアメリカに移住する。
1937年に『生活の発見』、1938年には代表作『京華煙雲 Moment in Peking (北京好日)』、1941年には『A Leaf in the Storm』を出版し、おもに日本の中国侵略に抗議する作品を発表していた。1947年からユネスコ芸術部長として3年間パリに住み、1954年には一時的にシンガポールの南洋大学総長に就任。1966年には友人の懇請により、台湾に移住し台北の陽明山に居を構え、娘の住む香港との間を往来し旺盛な活動を続け、香港に没する。遺体が台北の旧居の庭に葬られた。
1930年代には中国語の小型タイプライターを開発した。このタイプライターは従来の中国語のタイプライターと異なり漢字そのものを入力せず部首や筆画を入力する構造になっているため、キーの数が少なくなっている。
1940年と1950年、1970年、1972年、1973年の5回、ノーベル文学賞候補にノミネートされたが、いずれも受賞を逃した。

## 評価
河村昌子の研究で、著名な論者によっても評価が分かれていることが明らかにされている。
- 竹内好は｢思想家としての彼は貧弱だ。しかし、ジャーナリストとしての彼の勘は実に鋭い。与論の盲点を見抜く彗眼が、いつも彼を成功させている。｣と評している。彼は「林語堂の言論は内的な深い思索の表出と言うより、ジャーナリスティックな効果を含んで展開されたものである」ととらえた。
- 新居格は『我が国土、我が国民』について｢本書が支那人とその文化を批判した良書であるといふ以上に、それらについての精確な知得は今日の我々日本人にとつて極めて必要である。｣｢論術に的確、而して透徹せる客観性に終始してゐる。支那人が書いたとは思へない間隔性と客観性をもつてゐる点に特色がある。｣と評している。彼は「林語堂は愛国者という自覚に立ってそれゆえ祖国の欠点も率直に語りうるのだ」述べて林語堂を高く評価した。
- 阿部知二は「『我国土、我国民』では、彼は素朴真摯に支那そのものの実相を探求しようとしたが、『生活の発見』になると前者の成功に乗じて、いささか半実在の半理想化された、彼の頭の中で造られた支那を使つた、いはば敵本主義の書である」と『生活の発見』を批判し、さらに「支那が彼の言うように非政治的な柔和な人間で溢れていたのなら、少なからず日本人も支那人をそのようにみてきたはずだ。」と日中関係の参照にするのは適切でないと述べた。
- 郷三之助は「林語堂はもともと中庸的な有閑哲学者である」としながらも「彼は極めて反日的である」とした。
- 中野好夫は『北京の日』について「林語堂の解説は無論日本への誹謗に満ちたものであり、しかも極めて身勝手だ」と日中間での被害の描写にアンバランスがあることを指摘し、『北京の日』には作為と意図を見出して特に酷評した。

## 著書日本語訳
- 『生活の発見 正続』 阪本勝訳 創元社 1938 のち角川文庫、

「人生をいかに生きるか」と改題 講談社学術文庫全2巻 1979
- 『我国土・我国民』 新居格訳 豊文書院 1938
- 『有閑随筆 正続』 永井直二訳 偕成社 1938－39
- 『孔子論 東洋的ヒューマニズム』 川口浩訳 育生社 1939
- 『支那に於ける言論の発達』 安藤次郎,河合徹訳 生活社 1939
- 『支那のユーモア』 吉村正一郎訳 岩波新書 1940、復刻1982
- 『北京の日』 鶴田知也訳 今日の問題社 1940
- 『北京好日 第1-3部』 小田岳夫,庄野満雄、中村雅男、松本正雄訳 四季書房 1940
- 『支那の知性』 喜入虎太郎訳 創元社 1940 「中国の知的ライフ・スタイル」と改題
- 『北京歴日』 藤原邦夫訳編 明窓社 1940
- 『支那の横顔』 甲坂徳子訳 大東出版社 1941
- 『機械と精神』 魚返善雄訳 朝日新聞社 1946
- 『東西の国民性』 魚返善雄訳 増進堂 1946
- 『愛と諷刺』 土屋光司訳 飛鳥書店 1946
- 『北京好日』 佐藤亮一訳 河出書房全6巻、1950－52、芙蓉書房出版全2巻 1996
- 『嵐の中の木の葉』 竹内好訳 三笠書房 1951
- 『朱ぬりの門』 佐藤亮一訳 新潮社 1954
- 『杜十娘』 佐藤亮一訳 朋文社 1956
- 『則天武后』 小沼丹訳 みすず書房 1959 / 『小沼丹全集 補巻』 未知谷 2005
- 『ソビエト革命と人間性』 佐藤亮一訳 東京創元社 1959
- 『開明英文文法 表現の科学』 山田和男訳 文建書房 1960
- 『西域の反乱』 佐藤亮一訳 芙蓉書房 1973
- 『蘇東坡』 合山究訳 明徳出版社 1978 / 講談社学術文庫全2巻 1987
- 『自由思想家・林語堂 エッセイと自伝』 合山究訳 明徳出版社 1982
- 『マダムＤ 中国伝奇小説二十編』 佐藤亮一訳 現代出版 1985
- 『我が中国論抄』 鋤柄治郎訳 星雲社 1992
- 『悠久の北京』 四竈恭子訳 白帝社 1993
- 『嵐の中の木の葉』 四竈恭子訳 白帝社 1995
- 『中国=文化と思想』 鋤柄治郎訳 講談社学術文庫 1999
- 『朱門』 四竈恭子訳 白帝社 1999
- 『自由のまちへ』 四竈恭子訳 白帝社 2001